# Johan Elmander
Johan Elmander (født 27. maj 1981 i Alingsås, Sverige) er en svensk tidligere fodboldspiller. Han spillede for blandt andet Brøndby IF i Danmark, Örgryte i hjemlandet samt Bolton i England.
I sæsonen 2004/2005 vandt han The double med Brøndby IF.

## Karriere
Elmander slog igennem i Allsvenskan for klubben Örgryte IS i foråret 2000. Han debuterede for Sveriges U21-landshold og blev købt af den hollandske storklub Feyenoord. Elmander havde svært ved at spille sig på holdet i Feyenoord og blev derfor lejet ud til Djurgården og NAC Breda. I Djurgården fik Elmander stor succes og vandt SM-guld. I 2004 var Elmander nøglespiller på det svenske U21-landshold, som nåede semifinalen i U21-EM i Tyskland.
I 2004 kom han til Brøndby, fik ny fremgang og blev udtaget til det svenske landshold til VM i fodbold 2006. Han har nu spillet 63 landskampe og scoret 16 mål (pr. 24. maj 2012).
27. juni 2008 skrev han under på en aftale med Bolton Wanderers F.C. fra England efter at have spillet i den franske liga for Toulouse FC siden sommeren 2006.
1. juni 2011 skrev han under på en fire-årig kontrakt med den tyrkiske klub Galatasaray SK. Han skiftede to år senere videre til Norwich City F.C. fra England. Johan Elmander scorede sine to første mål for Norwich City F.C. i en kamp mod Bury i League Cup den 27. august 2013. Elmanders første kamp i startopstillingen i ligaen kom imod Southampton den 31. august 2013. Elmander scorede sit første mål for Norwich City F.C. i ligaen den 15. marts 2013.

### Brøndby IF
Den 24. juni 2014 offentliggjorde Brøndby IF at de havde skrevet en 2-årig kontrakt med Johan Elmander, der dermed vendte tilbage til sin anden periode i klubben. Denne gang blev han tildelt trøje nummer 11, et nummer han overtog fra Kenneth Zohore.

## Personligt liv
Elmanders to brødre, Peter og Patrik, spiller også professionel fodbold i Sverige.

## Meritter
- SM-guld 2003, og Svenska Cupen 2002 med Djurgårdens IF.
- DM-guld og pokalmestre 2005 med Brøndby IF.
- UEFA Cup-vinder 2002 med Feyenoord
- A-landsholdsspiller (20 landskampe / 7 mål): Pr. 24. juni 2006
- U21-landsholdsspiller (28 landskampe / 12 mål)

Egne meritter
- Bedste spiller i Marts 2007 i Le Championnat.
- Bedste spiller i SAS-Ligaen i 2005.
- Årets spiller i Brøndby IF i 2005.
- Man-of-the-Match i finalen i Landspokalturneringen mod FC Midtjylland i 2005.